# Strumaria unguiculata
Strumaria unguiculata là một loài thực vật có hoa trong họ Amaryllidaceae. Loài này được (W.F.Barker) Snijman miêu tả khoa học đầu tiên năm 1994.